# Falie
În geologie, falia sau paraclaza reprezintă o ruptură apărută în scoarța Pământului, ca urmare a mișcărilor tectonice verticale, care desparte două grupuri de straturi. Eliberarea de energie asociată cu mișcarea rapidă pe falii active este cauza celor mai multe cutremure. Din moment ce faliile nu constau, de obicei, dintr-o fractură unică și curată, geologii folosesc termenul de zonă de falii atunci când se referă la zona de deformare complexă asociată cu planul faliei.

## Tipuri de falii

Tipuri de falii:
A. Falie oblică
B. Falie normală
C. Falie inversă

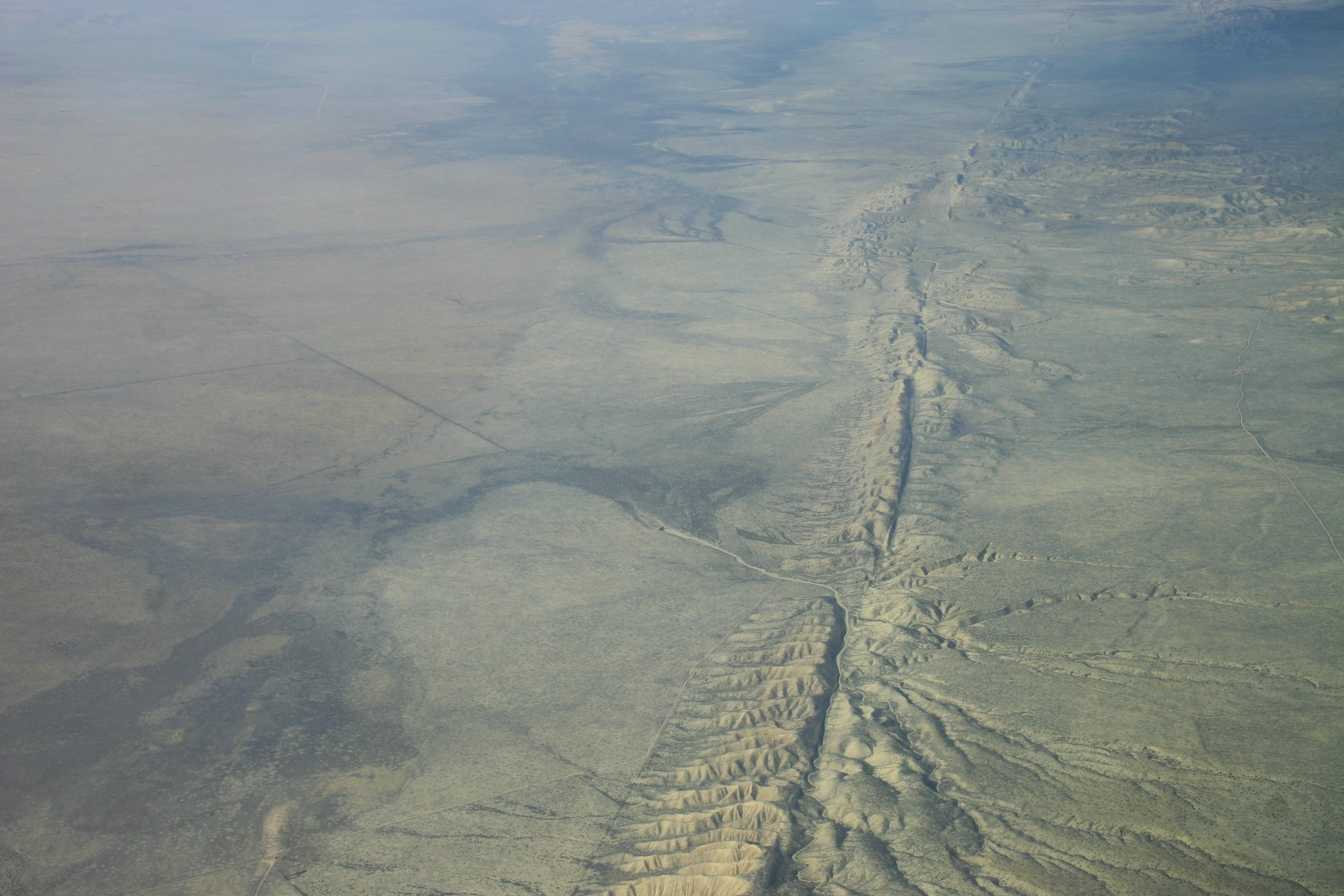
Falia San Andreas, falie de alunecare laterală, a cauzat devastatorul cutremur din 1908 din San Francisco.

Presiunea din crusta Pământului creează faliile – locuri în care rocile s-au mișcat și pot aluneca provocând seisme. Proprietățile unui seism depind în mod special de tipul de alunecare al faliei sau de mișcarea de-a lungul faliei, ce produce cutremurul. Geologii caracterizează faliile după direcția de alunecare. Suprafața dintre două părți ale unei falii este netedă – sub formă de câmpie a cărei direcție nu este de obicei verticală, ci, mai degrabă, într-un unghi către interiorul Pământului, sub formă de groapă. Când peretele de stâncă ce stă deasupra acestei gropi dintre falii cade în pământ, falia este numită normală. Când acest perete alunecă ascendent în comparație cu suprafața netedă, falia este inversă sau de împingere. Atât faliile normale, cât și cele inverse provoacă deplasări verticale sau mișcări ascendente ale unei părți a faliei deasupra celeilalte părți, ce apar la suprafață ca pante abrupte ale faliei. Faliile de alunecare sau de transformare sunt cele care manifestă în primul rând mișcarea orizontală. O astfel de activitate poate fi dedusă din caracteristicile de suprafață, cum ar fi fluxurile de terasare. Falia San Andreas este o bine-cunoscută falie de alunecare cauzată de alunecarea plăcii Pacificului peste placa nord-americană. Faliile oblice sunt cele care manifestă atât mișcarea pe orizontală, cât și cea pe verticală.
Grabenul, rezultat al falierii normale, reprezintă o dislocație tectonică disjunctivă a scoarței terestre, al cărei compartiment central este scufundat în raport cu cele învecinate, de care este delimitat prin falii paralele, aproape verticale. Horstul, rezultat al falierii inverse, reprezintă o regiune a scoarței terestre mărginită de falii, care a rămas ridicată după scufundarea regiunilor vecine.